# اوبرنوی کیرشن
اوبرنوی کیرشن (به آلمانی: Oberneukirchen) یک شهر در آلمان است که در بایرن واقع شده‌است.

## خصوصیات
اوبرنوی کیرشن ۱۹٫۵۹ کیلومترمربع مساحت دارد ۴۶۱ متر بالاتر از سطح دریا واقع شده‌است.